# Radziejów (gmina)
Pour les articles homonymes, voir Radziejów (homonymie).
Radziejów est une gmina rurale du powiat de Radziejów, Couïavie-Poméranie, dans le centre-nord de la Pologne. Son siège est la ville de Radziejów, bien qu'elle ne fasse pas partie du territoire de la gmina.
La gmina couvre une superficie de 92,6 km2 pour une population de 4 402 habitants.

## Géographie
La gmina est bordée par la ville de Radziejów et les gminy de Bytoń, Dobre, Kruszwica, Osięciny et Piotrków Kujawski.